# Great-O-Khan
Tomoyuki Oka (岡 倫之, Oka Tomoyuki) (né le 12 juin 1991 à Maebashi dans la préfecture de Gunma) est un catcheur (lutteur professionnel) japonais, qui travaille actuellement pour la New Japan Pro Wrestling sous le nom de Great-O-Khan (グレート-O-カーン, Gurēto-Ō-Kān).

## Carrière de catcheur

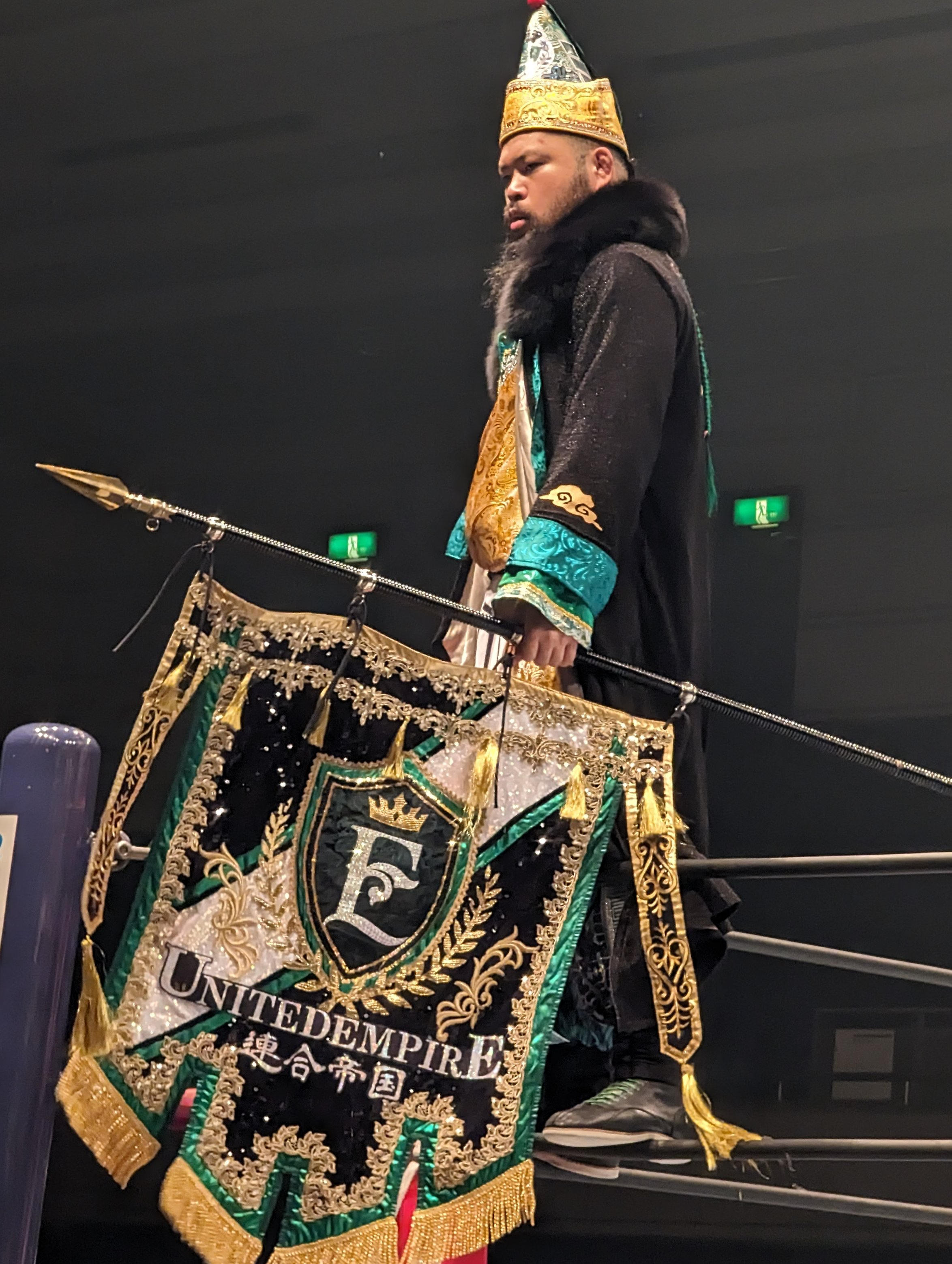
Great-O-Khan, 2023.

### New Japan Pro Wrestling (2016-2018)
Lors de The New Beginning in Sapporo, lui, Henare et Yoshitatsu perdent contre Tencozy (Hiroyoshi Tenzan et Satoshi Kojima) et Yūji Nagata.

### Revolution Pro Wrestling (2018-2020)
Lors de Summer Sizzler 2018, il bat Shane Strickland.
Le 24 novembre, ils unifient leur titres avec les SWE Tag Team Championship détenue par Moonlight Express (MAO et Mike Bailey) en battant ces derniers.

### Retour à la New Japan Pro-Wrestling (2020-...)
Le 16 octobre, il fait son retour surprise à la New Japan Pro Wrestling aux côtés de Bea Priestley en intervenant et en aidant Will Ospreay à battre Kazuchika Okada lors du G1 Climax 2020,. Après qu'Ospreay ait quitté Chaos, O-Kharn et Priestley ont été annoncés comme faisant partie du nouveau groupe d'Ospreay. Le lendemain, lui et Will Ospreay battent Chaos (Kazuchika Okada et Sho).
Lors de Wrestle Kingdom 15 - Tag 1, il perd contre Hiroshi Tanahashi.
À la suite de l'utilisation du Mongolian Chop par O-Khan, la rivalité entre lui et Tenzan abouti à un match le 30 janvier lors de The New Beginning In Nagoya, où le perdant du match n'aura plus le droit d'utiliser le Mongolian Chop durant lequel il bat Hiroyoshi Tenzan. Plus tard dans la soirée, il attaque Hiroshi Tanahashi et le défie à un match de championnat pour le NEVER Openweight Championship. Lors de Castle Attack - Tag 2, il perd contre Hiroshi Tanahashi et ne remporte pas le NEVER Openweight Championship.
En mars, il participe à la New Japan Cup 2021 où il bat au premier tour Tetsuya Naitō. Il se fait ensuite éliminer en quart de finale à la suite de sa défaite contre Toru Yano.
Lors de Hyper Battle 2022, lui et Jeff Cobb battent Chaos (Hirooki Goto et Yoshi-Hashi) et remportent les IWGP Tag Team Championship,. Lors de Wrestling Dontaku 2022, ils perdent les titres contre Bullet Club (Bad Luck Fale et Chase Owens) dans un Three Way Match qui comprenaient également Chaos (Hirooki Goto et Yoshi-Hashi),. Lors de Dominion 6.12 in Osaka-jo Hall, ils battent Bullet Club (Bad Luck Fale et Chase Owens) et remportent les IWGP Tag Team Championship pour la deuxiéme fois. Lors de AEW/NJPW Forbidden Door, ils perdent les titres contre FTR (Cash Wheeler et Dax Harwood) dans un Three Way Match qui comprenaient également Roppongi Vice (Baretta et Rocky Romero) et ne remportent pas les ROH World Tag Team Championship.

## Palmarès
- New Japan Pro Wrestling
  - 1 fois NJPW World Television Championship
  - 4 fois IWGP Tag Team Championship avec Jeff Cobb (2), Henare (1) et Callum Newman (1, actuel)

- Revolution Pro Wrestling
  - 1 fois RevPro Undisputed British Heavyweight Championship
  - 1 fois RPW Undisputed British Tag Team Championship avec Rampage Brown

- Southside Wrestling Entertainment
  - 1 fois SWE Tag Team Championship avec Rampage Brown

## Récompenses des magazines
- Pro Wrestling Illustrated

| Année | 2018 | 2019       | 2020       | 2021 | 2022 | 2023 |
| ----- | ---- | ---------- | ---------- | ---- | ---- | ---- |
| Rang  | 427  | Non classé | Non classé | 157  | 194  | 379  |